# Buste d'Alexandre le Grand
Le buste d'Alexandre le Grand par le sculpteur grec Lysippe que nous connaissons grâce à plusieurs copies, telles que celles de la glyptothèque de Munich, du musée du Louvre, du musée de l'Acropole d'Athènes ou du musée archéologique d'Istanbul, est l'un des chefs-d'œuvre du portrait hellénistique et un modèle pour les futurs portraits des rois et des princes, à la fois dans la période hellénistique et romaine et au-delà.

## Contexte
La grande personnalité de Lysippe et les conditions sociales et culturelles changeantes des contemporains permettent de surmonter les dernières réticences de l'art grec pour le portrait physionomique et autorisent des représentations fidèles de la condition physique et spirituelle des individus.
En créant le portrait d'Alexandre le Grand, l'artiste transforme le défaut physique qui contraint le conquérant, selon les sources, à garder la tête inclinée de manière significative sur l'épaule, en une attitude ascendante qui semble évoquer un ravissement céleste, « une conversation silencieuse avec la divinité ». Les épaisses boucles de cheveux sont traitées naturellement avec une double toupet sur le front et la surface lisse est traitée avec un dégradé mesuré, mais suffisamment marqué pour éviter un aplatissement désagréable.
Cette œuvre est la base du portrait du souverain « inspiré » dont influence perdure dans les portraits officiels au-delà de l'époque hellénistique.

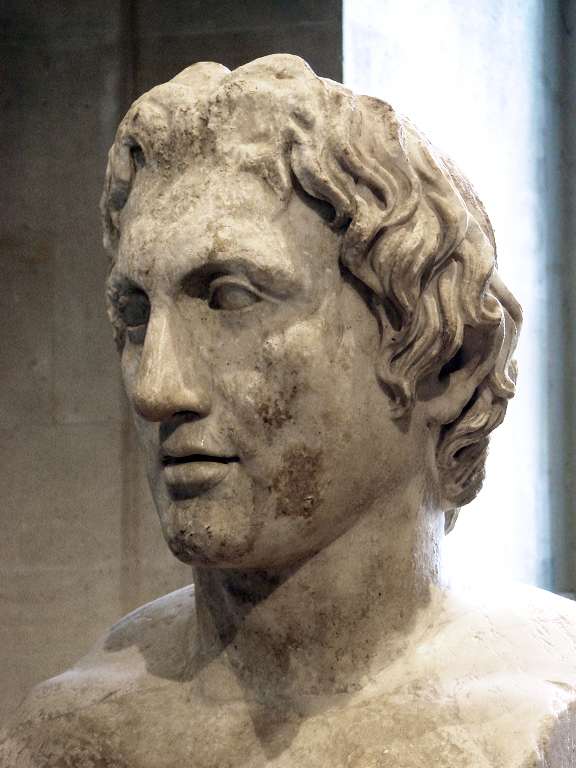
La version du Louvre